# ꭉ
Cette page contient des caractères spéciaux ou non latins. S’ils s’affichent mal (▯, ?, etc.), consultez la page d’aide Unicode.
Le ꭉ, appelé r queue croisée, est une lettre additionnelle latine utilisée dans l’alphabet Anthropos. Elle est formée d’un r et d’une queue croisée en boucle.

## Représentations informatiques
Le r queue croisée peut être représenté avec les caractères Unicode (Latin étendu E) suivant :
| formes    | représentations | chaînes de caractères | points de code | descriptions                            |
| --------- | --------------- | --------------------- | -------------- | --------------------------------------- |
| minuscule | ꭉ               | ꭉ                     | U+AB49         | lettre minuscule latine r queue croisée |